# Geef het op
"Geef het op" (tradução portuguesa: "Desiste") foi a canção que representou a Bélgica no Festival Eurovisão da Canção 1991. Foi interpretada em neerlandês pela banda Clouseau. Foi a décima-oitava canção a ser interpretada na noite do festival, que teve lugar em Roma, a seguir à canção alemã: "Dieser Traum darf niemals sterben", interpretada pela banda Atlantis 2000 e antes da canção espanhola "Bailar pegados", cantada por Sergio Dalma. A canção belga terminou em 16.º lugar, tendo recebido um total de 23 pontos.

## Autores
- Letristas: Kris Wauters, Koen Wauters, Bob Savenberg, Jan Leyers
- Compositores: Kris Wauters, Koen Wauters, Bob Savenberg Jan Leyers
- Orquestrador: Roland Verloven

## Letra
A canção é cantada na perspetiva de um homem dizendo a uma rapariga que o seu amante não é boa para ela. Ele lembra-lhe que ele tinha disse a ele isso antes e que ele deveria desistir do seu relacionamento com ela, trocando-a por outra.

## Versões
A banda gravou também uma versão inglesa intitulada "Give it up"